# Malcolm Danare
Malcolm Danare est un acteur américain, né en 1962 à Los Angeles, Californie (États-Unis).

## Filmographie
- 1983 : La Loi des seigneurs (en) (The Lords of Discipline) : Poteete
- 1983 : Flashdance : Cecil
- 1983 : Christine : Moochie Welch
- 1985 : Tutti Frutti (Heaven Help Us) : Caesar
- 1985 : Bonjour les vacances II (European Vacation) : Son Froeger
- 1987 : La Malédiction céleste (The Curse) : Cyrus
- 1991 : Popcorn : Bud
- 1993 : Sacré Robin des Bois (Robin Hood: Men in Tights) : Inept Archers
- 1996 : Independence Day : Intellectual on Roof
- 1998 : Godzilla : Dr. Mendel Craven
- 1998 : Godzilla: The Series (série TV) : Mendel Craven (voix)